# 群利镇
群利镇，是中华人民共和国四川省遂宁市蓬溪县下辖的一个乡镇级行政单位。

## 行政区划
群利镇下辖以下地区：
和平社区、新华社区、九龙坡村、断垭口村、玉泉村、鲜花村、印心村、蟠龙村、响水村、复兴村、九寨村、杨家桥村、良埝村、洞口村、马桥村、刺竹村、花碑村、洪龙村、双桥村、金猪村、射鸿村、龙背村和五桶村。